# L'amore è tutto
L'amore è tutto è il quinto album in studio del gruppo musicale italiano Eugenio in Via Di Gioia, pubblicato il 21 marzo 2025.

## Tracce
1. Un'altra America – 3:08
2. Per ricominciare – 2:51
3. Danza – 2:44
4. Buio – 2:55
5. Luna – 3:25
6. Notte gelida – 3:13
7. Infinito – 2:36
8. Stammi lontano – 3:23
9. L'ultima canzone – 2:35
10. Tutto – 3:12